# Alexander-Newski-Kathedrale (Paris)

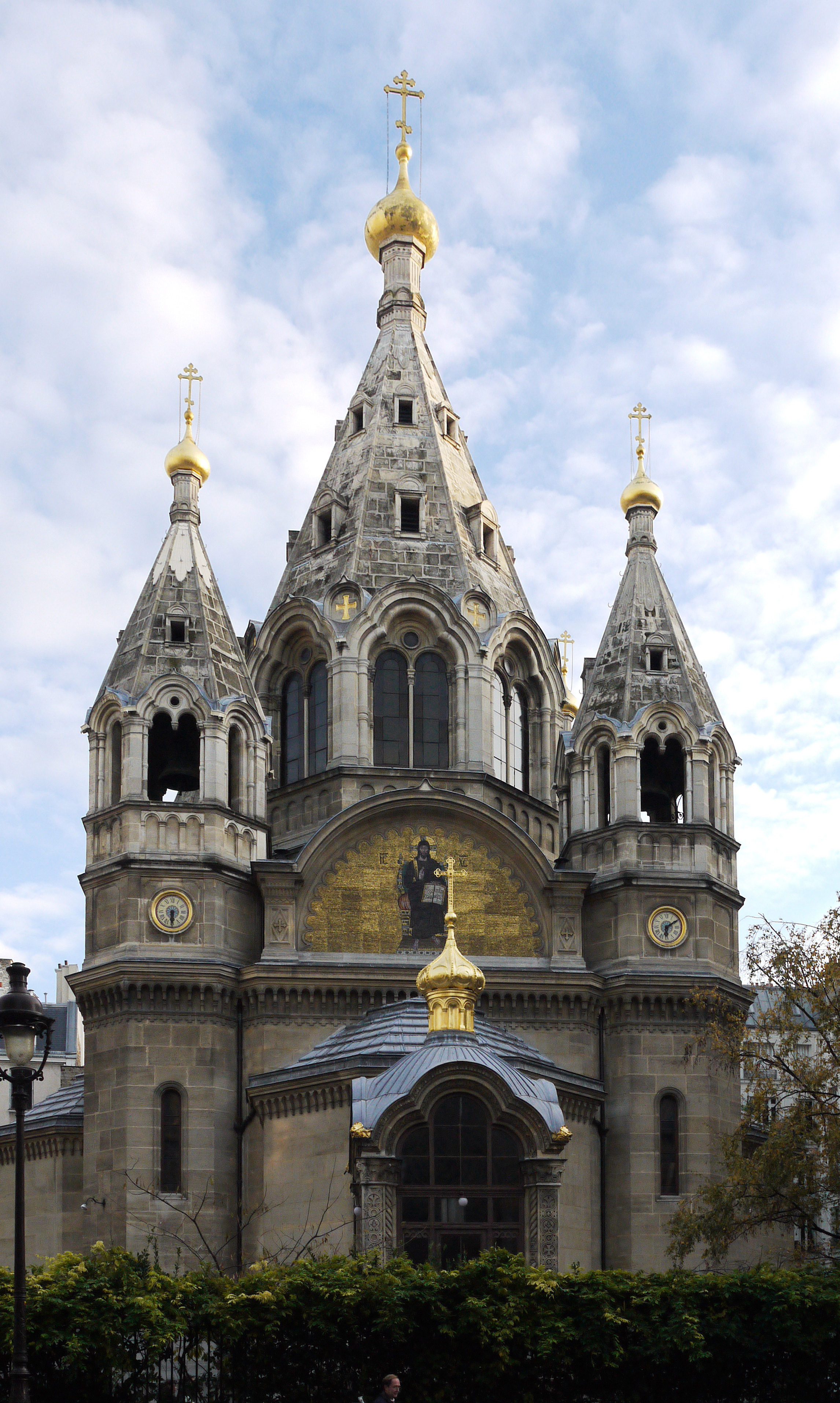
Die Alexander-Newski-Kathedrale in Paris

Die Alexander-Newski-Kathedrale (französisch Cathédrale Saint-Alexandre-Nevski) in der französischen Hauptstadt Paris wurde von 1859 bis 1861 im neobyzantinischen Stil erbaut und befindet sich im 8. Arrondissement. Die Architekten waren Roman Kusmin und Johann Waldemar Strom. Geweiht wurde sie am 11. September 1861 vom Erzbischof von Reval und späteren Metropoliten von Moskau, Leontius. Die Kathedrale ist der Sitz des Exarchats der orthodoxen Gemeinden russischer Tradition in Westeuropa und dessen Erzbischofs. Wie alle Alexander-Newski-Kathedralen ist sie nach dem russischen Nationalheiligen Alexander Jaroslawitsch Newski benannt. In der Kirche gibt es zwei Kirchengemeinden; die eine hält die Gottesdienste in Französisch, die andere in Kirchenslawisch.

## Geschichte
Der Bau der Kirche war schon seit 1847 geplant gewesen und geschah auf Initiative von Joseph Vasiliev, der Kaplan der russischen Botschaft in Paris war. Bezahlt wurde er durch Spenden der russischen Gemeinschaft; auch der russische Zar Alexander II. beteiligte sich mit einer Spende von über 100.000 Goldfranc.
Im Jahr 1918 heiratete der bekannte Maler Pablo Picasso hier seine erste Ehefrau Olga Stepanowna Chochlowa. 1922 wurde die Kirche zur Kathedrale, da in diesem Jahr ein Erzbischof das Gotteshaus bezog.
Auch der langjährige Schachweltmeister Wladimir Borissowitsch Kramnik heiratete Marie-Laure Germon im Jahr 2007 in der Alexander-Newski-Kathedrale in Paris. Die in oder bei Paris gestorbenen Russen Iwan Sergejewitsch Turgenew, Fjodor Iwanowitsch Schaljapin und Wassily Kandinsky wurden hier nach ihrem Tod geehrt.
Die fünf Zwiebeltürme stehen für Jesus und die vier Evangelisten.

## Jurisdiktion
Die Alexander-Newski-Kathedrale mit ihrer Eparchie untersteht seit 1931 dem Ökumenischen Patriarchat von Konstantinopel. Für die ebenfalls in Paris ansässige und große Teile Westeuropas umfassende Diözese von Chersones des Patriarchats von Moskau und der ganzen Rus gibt es seit 2016 die Dreifaltigkeitskathedrale.

## Trauergottesdienste
- Iwan Sergejewitsch Turgenew, 1883
- Caran d'Ache, 1909
- Fjodor Iwanowitsch Schaljapin, 1938
- Boris Wladimirowitsch Romanow, 1943
- Wassily Kandinsky, 1944
- Georges I. Gurdjieff, 1949
- Vaslav Nijinsky, 1950
- Ivan Bounine, 1953
- Andrei Tarkovski, 1986
- Viktor Nekrassov, 1987
- André Grabar, 1990
- Youly Algaroff, 1995[5]
- Henri Troyat, 2007
- Patrick Topaloff, 2010
- Évelyne Pagès, 2011
- Nikita Struve, 2016
- Michel Legrand, 2019[6]